# Nécropole nationale d'Origny-Sainte-Benoite (ossuaire)
La nécropole nationale d'Origny-Sainte-Benoite est un ossuaire militaire de la Première Guerre mondiale situé sur le territoire de la commune d'Origny-Sainte-Benoite, en contrebas de la D29, à la sortie d'Origny-Sainte-Benoite en direction de Pleine-Selve, dans le département de l'Aisne.

## Caractéristiques

### L'ossuaire militaire
Cette nécropole est un ossuaire, créé par l'Armée allemande pour inhumer les corps de 87 soldats français et de 7 soldats allemands tombés en ce lieu lors de la bataille de Guise les 28, 29 et 30 août 1914.

### Le monument à la mémoire des6eet119eR. I.
Ce monument en granite très sobre, situé au fond de l'allée, est surmonté d'une croix de guerre allemande. Il comporte les noms des soldats des 6e et 119e  Régiments d'infanterie tombés en ce lieu lors de la bataille de Guise.
Au bord de la route, est érigée une stèle sur laquelle est gravé :
- A la mémoire des 87 soldats français morts à la bataille du 30 août 1914.
- Hier ruhen 7 tapfere deutsche unbekannte Krieger gefallen in Kampfe am 30 August 1914. (« Ici reposent 7 valeureux soldats allemands inconnus morts au combat le 30 août 1914. »)

## Galerie de photographies

### Galerie

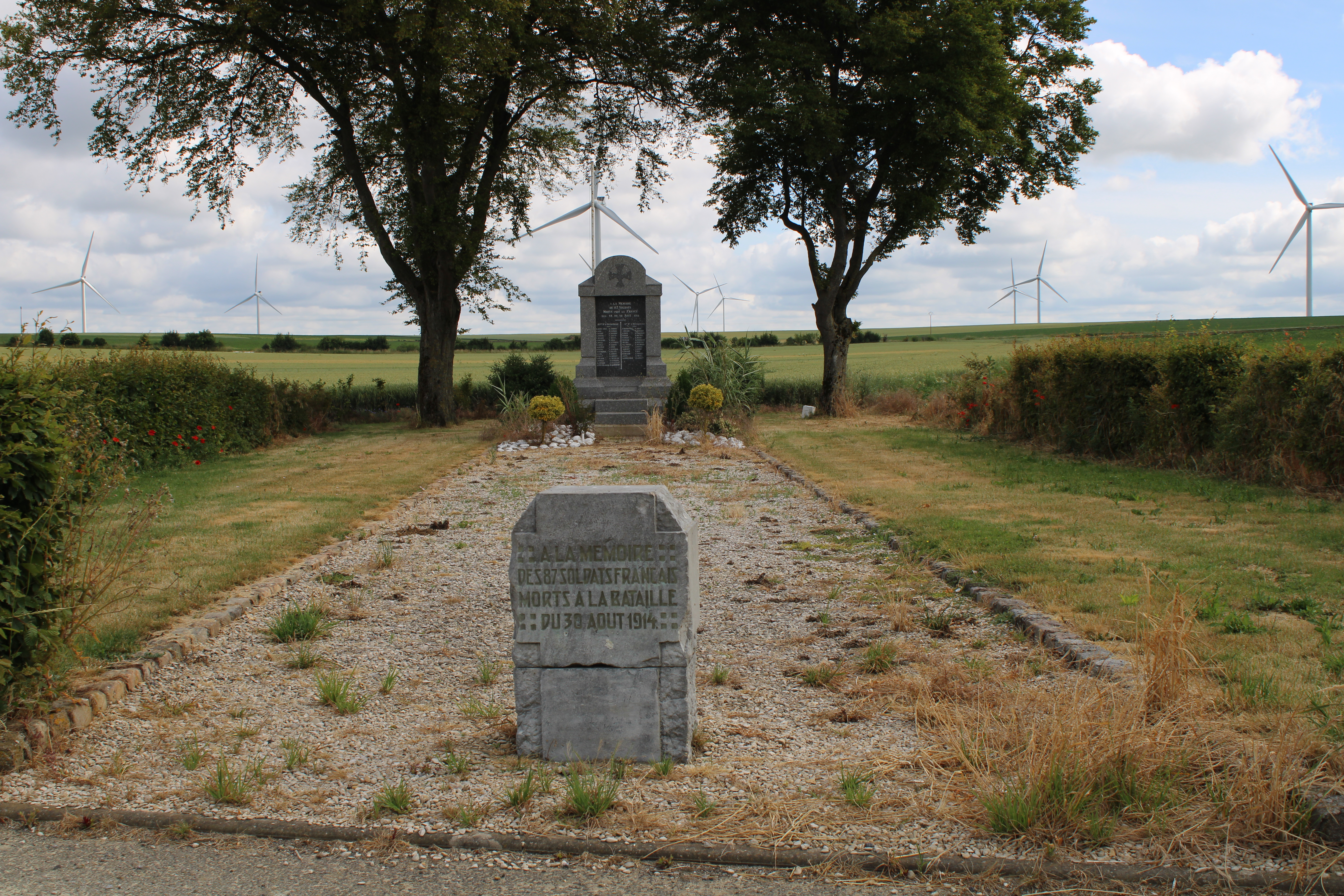
Vue de la nécropole.
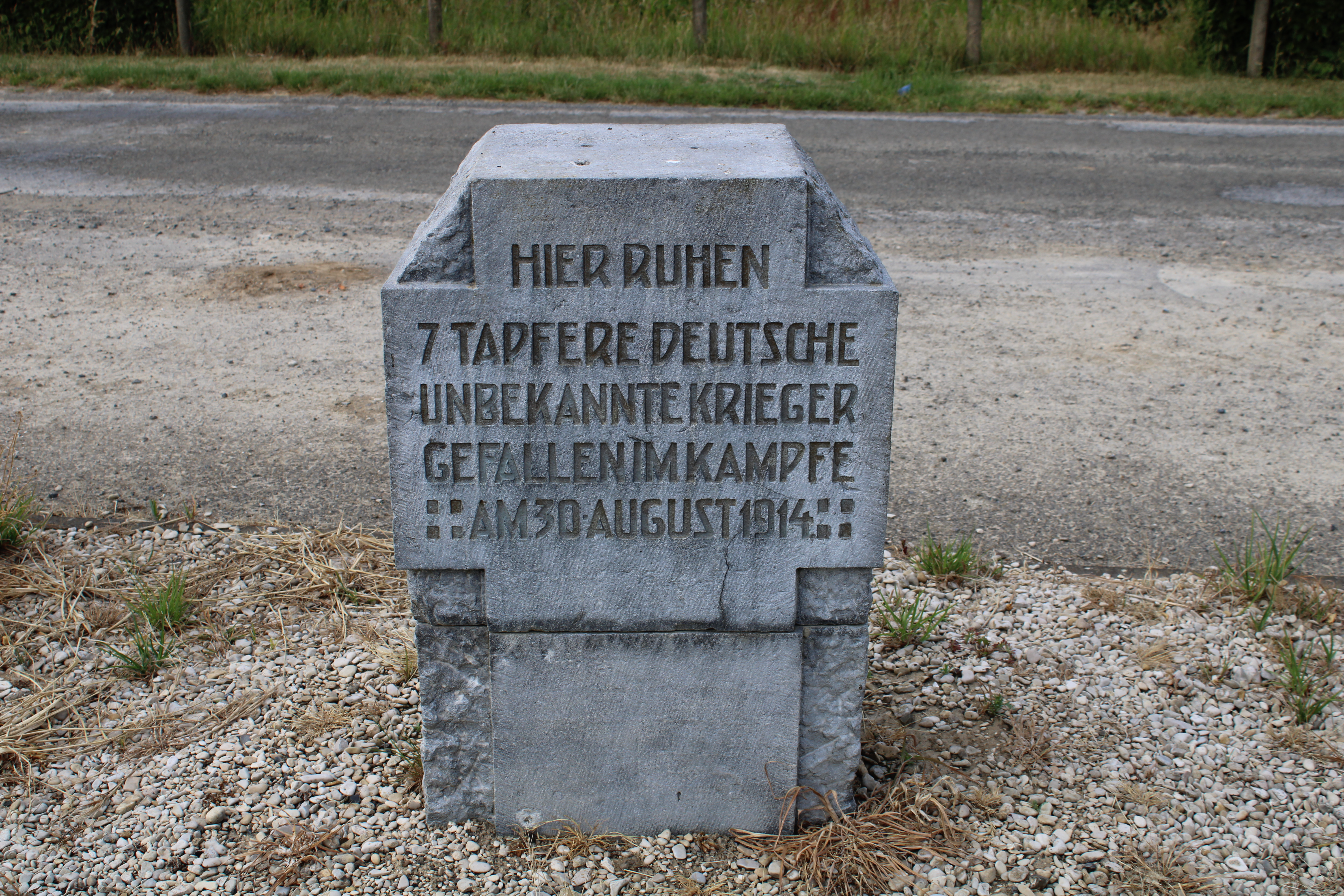
Ici reposent 7 valeureux soldats allemands inconnus morts au combat le 30 août 1914.
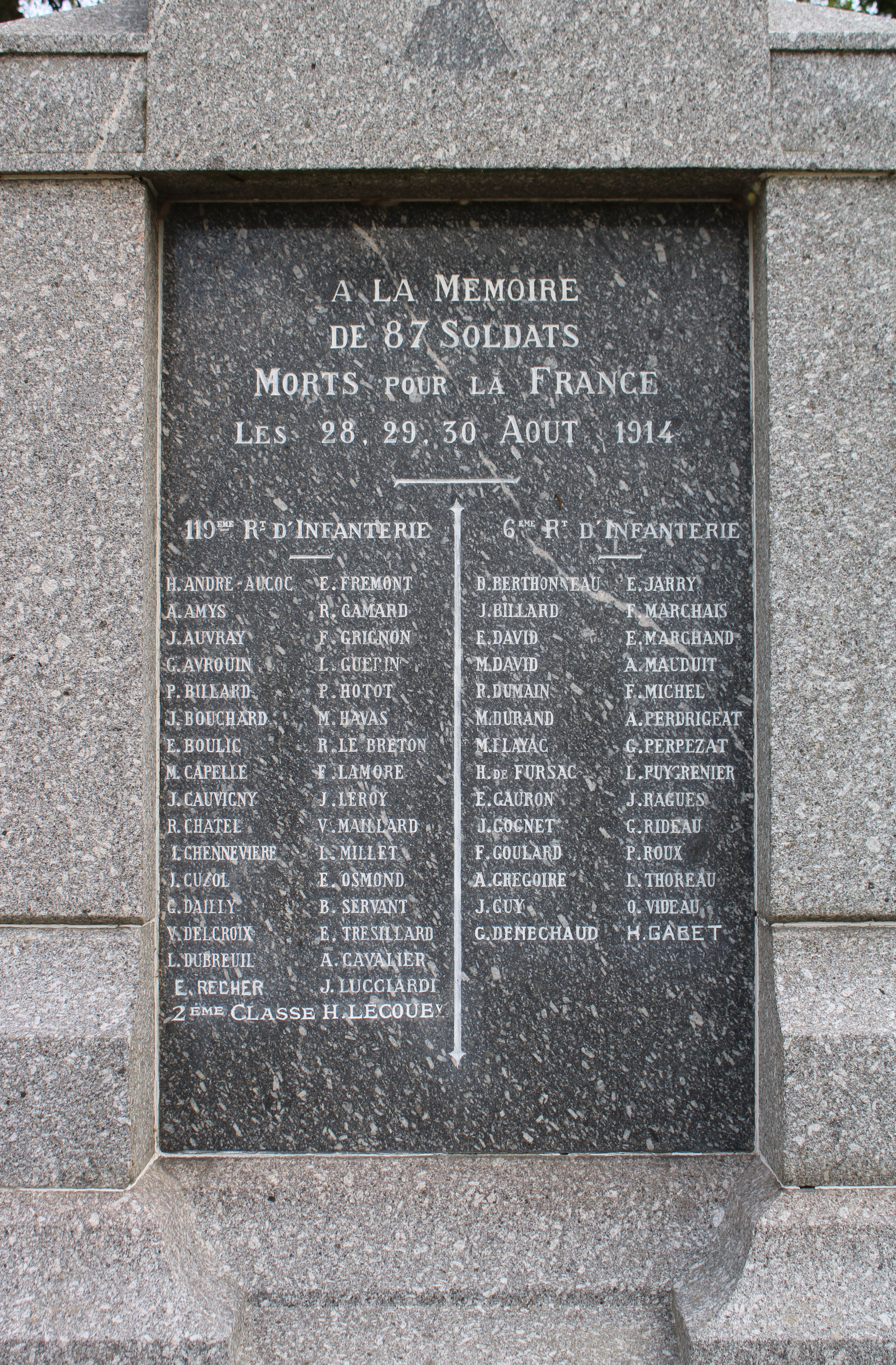
Plaque portant les noms des soldats tombés lors des combats.
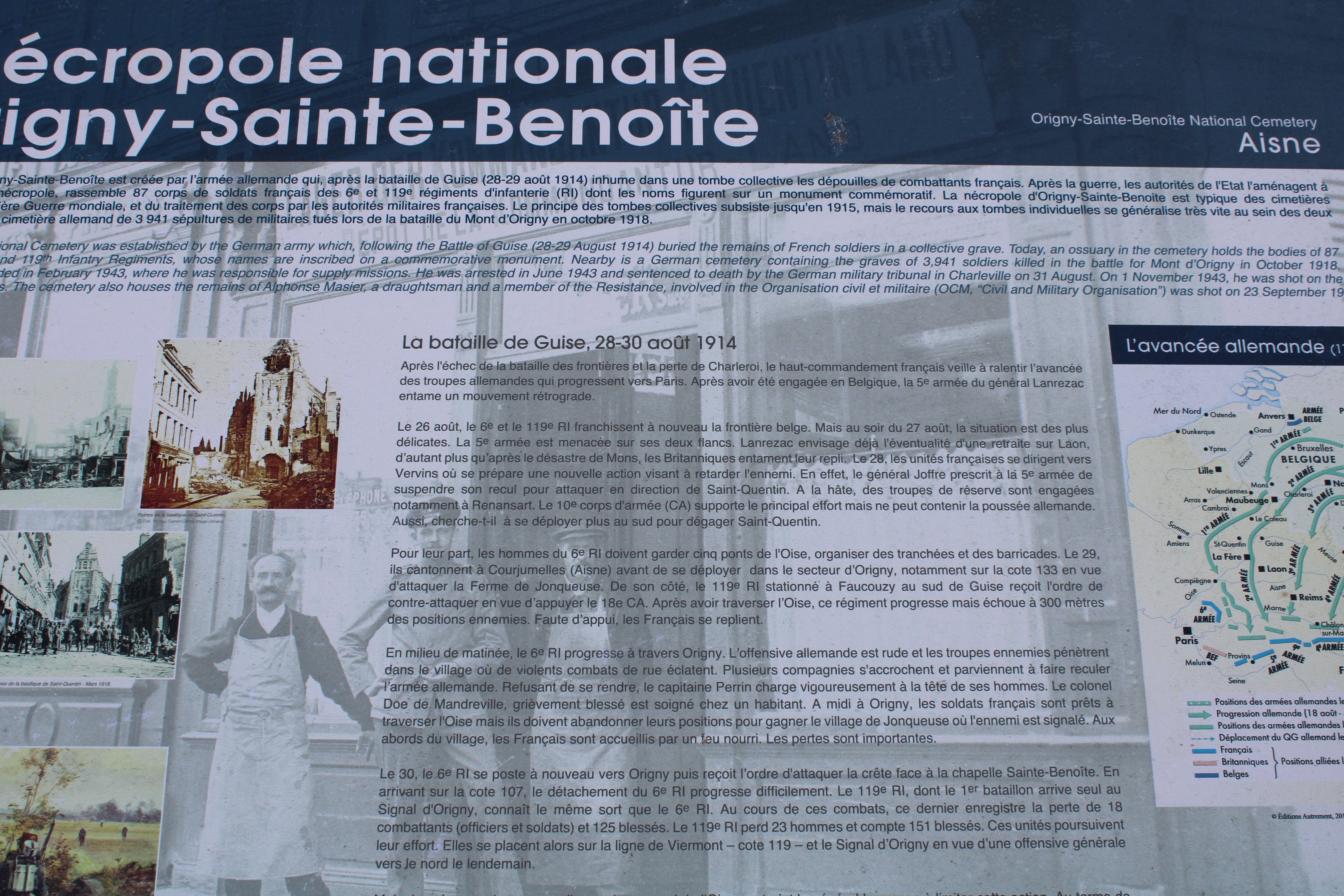
Panneau informatif sur la Bataille de Guise.